# Jeníkovice (district de Hradec Králové)
Pour les articles homonymes, voir Jeníkovice.
Jeníkovice (en allemand : Jenikowitz) est une commune du district et de la région de Hradec Králové, en République tchèque. Sa population s'élevait à 481 habitants en 2022.

## Géographie
Jeníkovice se trouve à 4 km au nord du centre de Třebechovice pod Orebem, à 13 km à l'est de Hradec Králové et à 113 km à l'est de Prague.

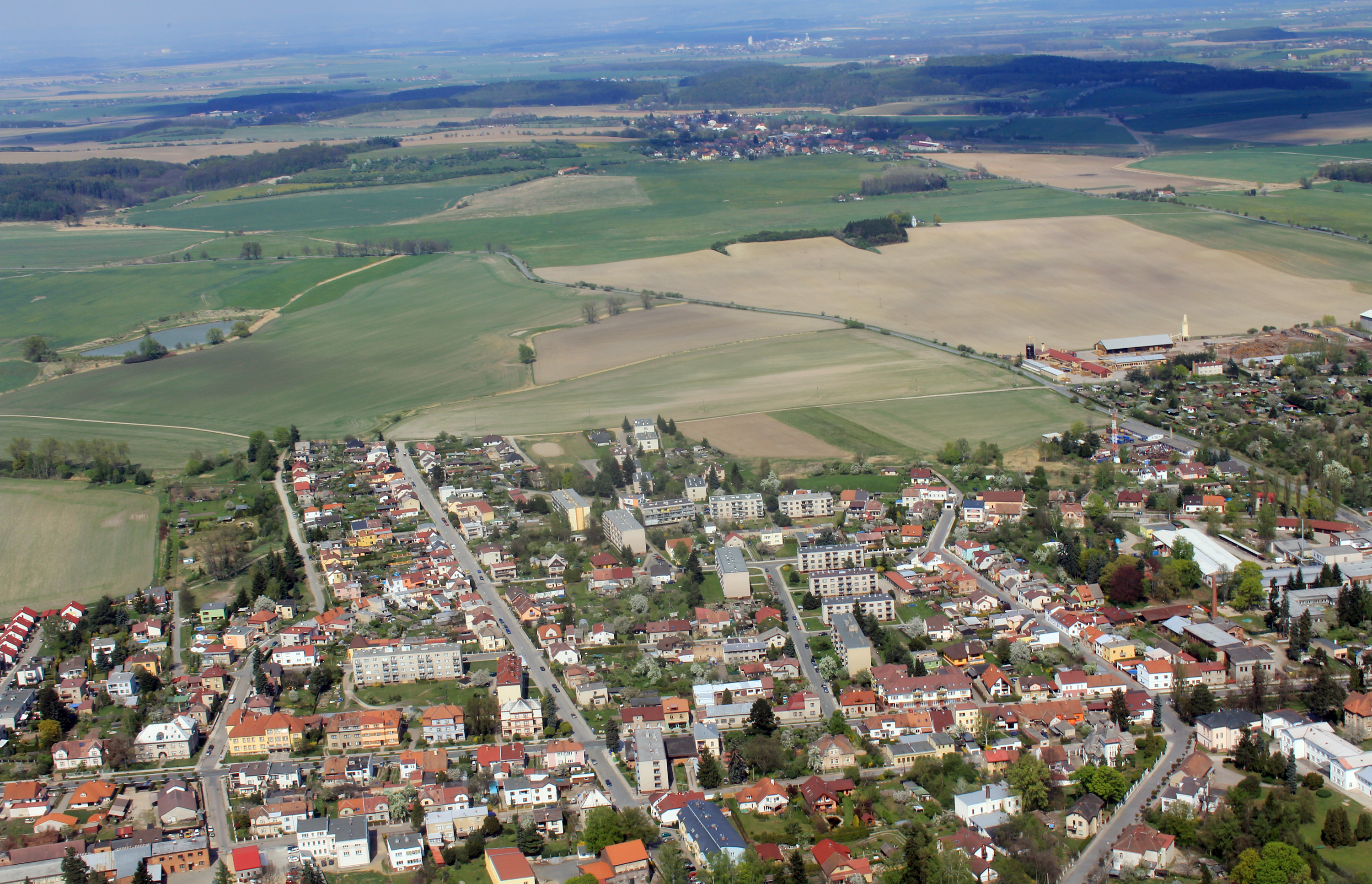
Třebechovice pod Orebem au premier plan et Jeníkovice à l'arrière plan.

La commune est limitée par Libníkovice et Jílovice au nord, par Vysoký Újezd au nord-est, par Ledce à l'est, par Třebechovice pod Orebem à l'est et au sud, et par Librantice à l'ouest.

## Histoire
La première mention écrite de la localité date de 1385.

## Transports
Par la route, Jeníkovice se trouve à 3,3 km de Třebechovice pod Orebem, à 16 km de Hradec Králové et à 134 km de Prague.